# Ondřej Soukup

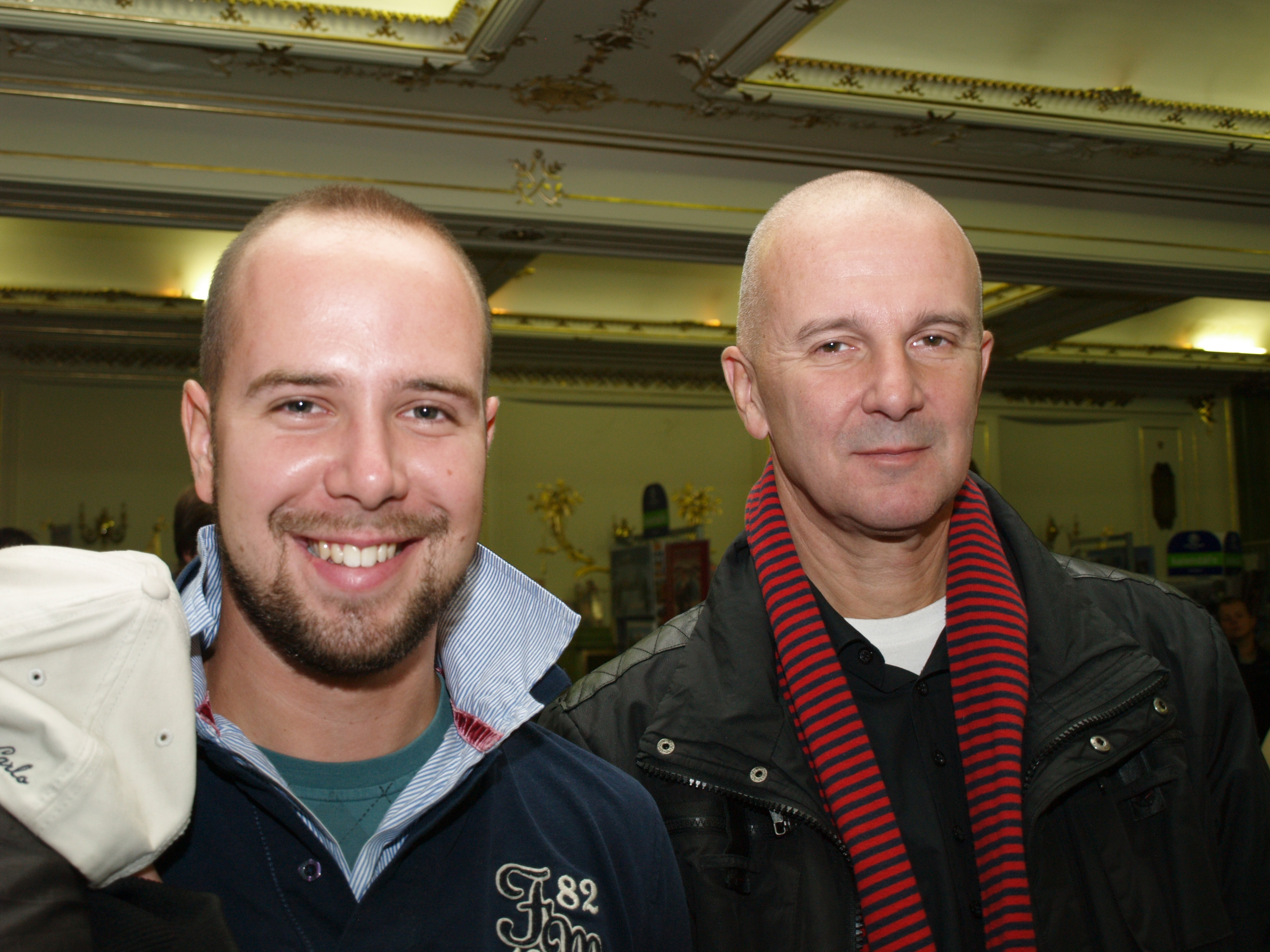
Ondřej Soukup mit seinem Sohn František (2009)

Ondřej Soukup (* 2. Mai 1951 in Prag, Tschechoslowakei) ist ein tschechischer Musiker und Komponist.

## Biografie
Ondřej Soukup schloss 1975 sein Musikstudium am Prager Konservatorium ab. Anschließend spielte er als Bassist in mehreren Bands und Ensembles, darunter auch bei Pražský výběr mit Pavel Fořt. Später komponierte er für Karel Gott, bevor er 1984 mit dem von Vít Olmer inszenierten Schach dem Residenten als Filmkomponist debütierte. Soukup wurde insgesamt sechs Mal für den tschechischen Filmpreis, den Böhmischen Löwen, nominiert, wobei er für  Nejasná zpráva o konci sveta und Dark Blue World ausgezeichnet wurde.
Soukup ist mit der Schauspielerin Gabriela Osvaldová verheiratet. Sie haben einen gemeinsamen Sohn, den Musiker František Soukup.

## Filmografie (Auswahl)
- 1984: Schach dem Residenten (Druhý tah pešcem)
- 1987: Die pfiffige Fünf (Pětka s hvězdičkou)
- 1987: Der Boss kennt auch den Staatsanwalt (Bony a Klid)
- 1987: Der Sieger gibt auf (Pravidlá kruhu)
- 1988: Gespenster aus dem Dachfenster (Strašidla z Vikýře)
- 1989: Reise nach Südwest (Cesta na jihozápad)
- 1990: Unser tschechisches Liedchen (Ta naše písnička česká II)
- 1996: Kolya (Kolja)
- 1997: Der Feuervogel (Pták Ohnivák)
- 1997: Nejasná zpráva o konci sveta
- 1998: Die Seekönigin (Jezerní královna)
- 2001: Dark Blue World (Tmavomodrý svět)
- 2001: Max, Susi und das magische Telefon (Mach, Šebestová a kouzelné sluchátko)
- 2002: Die Prinzessin mit den großen Füßen (Nevěsta s velkýma nohama)
- 2007: Leergut (Vratné lahve)
- 2016: Die Geliebte des Teufels (Lída Baarová)